# 富野出入口
富野出入口（とみのでいりぐち）は、福岡県北九州市小倉北区にある、北九州高速道路4号線の出入口。
出入口は門司・春日方面に対してのみであり、福岡・紫川JCT方面に対する出入口は一つ西側の足立出入口を使用することになる。

## 道路
- 北九州高速4号線(404)

## 接続道路
- （少し先に）福岡県道264号湯川赤坂線

## 料金所

### 門司方面
- ブース数：2
  - ETC専用：1
  - 一般：1

## 周辺
- 北九州市立富野小学校
- 北九州市立富野中学校
- マルショク富野店
- しまむら下富野店
- ナフコ富野店
- サンスカイホテル
- 福岡教育大学附属小倉中学校
- 福岡教育大学附属小倉小学校
- 山陽新幹線新関門トンネル

## 隣
北九州高速4号線
(1)門司IC - (402,403)大里出入口 - 富野PA - (404)富野出入口 - (405,406)足立出入口